# Zikmund z Budějovic
Zikmund z Budějovic (v závěru 2. pol. 14. století – 1436 Mělník) byl proboštem několika českých kapitul v první polovině 15. století.

## Život
V letech 1409–1420 byl nejvyšším písařem u manželky krále Václava IV., královny Žofie.
Kolem roku 1414 se stal také svatovítským kanovníkem v Praze. Od roku 1418–1420 je doložen ve spisech pražské dómské kapituly jako litoměřický probošt. O jeho činnosti v této funkci není nic známo, neboť neměl příliš času pobývat v Litoměřicích. V letech 1419–1420 byl proboštem pražské kapituly Všech svatých. 30. května 1422 byl potvrzen jako probošt mělnické kapituly.
Probošt Zikmund zemřel na Mělníku v roce 1436 na konci husitských válek. Patři patrně k těm duchovním, kteří vyznávali kalich.